# Rhyacophila biegelmeieri
Rhyacophila biegelmeieri är en nattsländeart som beskrevs av Malicky 1984. Rhyacophila biegelmeieri ingår i släktet Rhyacophila och familjen rovnattsländor. Inga underarter finns listade i Catalogue of Life.